# الغواصة الألمانية يو-621
غواصة يو-621 غواصة يو بوت ألمانية من الفئة السابعة سي بنيت لسلاح بحرية ألمانيا النازية كريغسمارينه، في أحواض بلوم+فوس في هامبورغ خلال الحرب العالمية الثانية. خدمت لفترة قصيرة كغواصة مضادة للطائرات تحت تسمية يو-فلاك 3.